# Fløjlsrevolutionen
Fløjsrevolutionen (16. november-29. december 1989) var en relativt fredelig revolution i Tjekkoslovakiet, der førte til den kommunistiske regerings fald.
Revolutionen begyndte 16. november med en fredelig studenterdemonstration i Bratislava. Dagen efter, den 17. november, blev en anden fredelig studenterdemonstration i Prag slået voldsomt tilbage af politiet. Det førte til flere store demonstrationer fra 19. november til slutningen af december og en totimers generalstrejke den 27. november. Den 20. november var antallet af demonstrerende steget fra 200.000 dagen før til ca. 500.000. Det, og presset fra andre kommunistiske styrers fald rundt omkring i Europa, førte til, at det tjekkoslovakiske kommunistparti den 28. november erklærede, at det ville give afkald på sit magtmonopol.
Den 5. december blev pigtråden på grænsen til Vesttyskland og Østrig fjernet. Den 10. december udpegede kommunistpartiets præsident Gustáv Husák den første regering siden 1948, hvori kommunistpartiet ikke sad på et flertal af pladserne, og gik samtidig af.
Alexander Dubček blev 28. december valgt til formand for det føderale parlament, og Václav Havel blev dagen efter valgt til Tjekkoslovakiets præsident.
Som et resultat af fløjlsrevolutionen blev det første demokratiske valg siden 1948 holdt i juni 1990. Det førte til dannelsen af den første regering uden kommunistisk deltagelse i 40 år.
- Wikimedia Commons har flere filer relateret til Fløjlsrevolutionen